# Rio Pau Atravessado
Rio Pau Atravessado är ett vattendrag i Brasilien.   Det ligger i delstaten Espírito Santo, i den sydöstra delen av landet, 900 km öster om huvudstaden Brasília.
Omgivningarna runt Rio Pau Atravessado är huvudsakligen savann. Runt Rio Pau Atravessado är det mycket glesbefolkat, med 5 invånare per kvadratkilometer.